# Ramaria albocinerea
Ramaria albocinerea är en svampart som först beskrevs av Narcisse Theophile Patouillard, och fick sitt nu gällande namn av Corner 1950. Ramaria albocinerea ingår i släktet Ramaria och familjen Gomphaceae.   Inga underarter finns listade i Catalogue of Life.